# DAIBAクシン!!チェーン
DAIBAクシン!!チェーン（だいばくしんちぇーん）はフジテレビにて毎週月～木曜の平日夕方の午後4時25分～4時30分に放送されていたバラエティー番組（1999年4月1日～9月30日）。提供はドリームキャスト（セガ・エンタープライゼス（後のセガサミーホールディングス））。

## 概要
毎週月曜～金曜の16:25～16:55に放送されていた『DAIBAッテキ!!』が、1999年4月の改編により『FNNスーパーニュース』が30分前倒し（17:25スタート）で枠拡大、その前のドラマ再放送枠も17:00から16:30スタートになったことにより終了、残る5分の枠で本番組がスタートした。なお、金曜日だけはそのまま30分枠が残り『DAIBAクシン!!GOLD』となった。
女性アイドルグループチェキッ娘のメンバーのうち、通常は毎週週替わりで3～5名が出演し、毎週ドリームキャストで「M」（プロデューサー・水口昌彦と同じイニシャル）より届く指令を実行するという設定。主に様々なアトラクションに挑戦したり、店の紹介などをするという内容だった。7月26日から7月29日の放送ではファーストライブのレポートも行なっていた。
毎週木曜日のエンディングでプレゼントの告知があり、その翌日の『DAIBAクシン!!GOLD』で同じような告知があったあとでキーワードの発表が行なわれていた。エンディングではドリームキャストのゲームの紹介を、メンバーが遊びながら行なっていた。

## 放送時間
- 毎週月曜日～木曜日 16:25～16:30
1999年5月3日、同年9月23日は15:55～16:00に放送

## 放送内容
（以下出典：）
| 週数 | 放送日            | 内容 | 出演メンバー                                            |
| ---- | ----------------- | --- | ------------------------------------------------------- |
| 1    | 1999年 4月1日     | 番組の紹介 | 全員                                                    |
| 2    | 4月5日 - 4月8日   | 原宿ロケ （アクセサリーショップ、アイスクリームショップ紹介、 加藤晴彦に似ている人捜し、 チェキッ娘Tシャツを何かと交換する企画『しりとりわらしべ長者』）                                                      | 矢作美樹 新井利佳 熊切あさ美 久志麻理奈                 |
| 3    | 4月12日 - 4月15日 | 『下北沢で「私をどこかへ連れてって」を実行せよ』 （ジュエリーショップ、お好み焼き屋、 ライブハウス、古着屋）                                                                                                  | 新井利佳 上田愛美 藤岡麻美 松本江里子                   |
| 4    | 4月19日 - 4月22日 | 尾瀬戸倉スキー場ロケ （「私をゲレンデに連れてって」 →「私を温泉に連れてって」 →「スラッシュカップ大会に挑戦せよ」）                                                                                           | 田中里奈 五十嵐恵 森知子 甲斐田聡美                     |
| 5    | 4月26日 - 4月29日 | ロイヤルホースライディングクラブへ行け （乗馬、馬のケア、馬の絵描き） | 五十嵐恵 嶋野蘭 松本江里子 加藤真由                     |
| 6    | 5月3日 - 5月6日   | 沖縄ロケ （パラセール、沖縄料理、 シーカヤック、沖縄オリジナルグッズ作り） | 田中里奈 新井利佳 上田愛美                              |
| 7    | 5月10日 - 5月13日 | 池袋ロケ （マッサージサロン、大判焼き屋紹介、 サンシャイン水族館の“シーマン”観察、 立大生に似顔絵を描いてもらおう）                                                                                           | 矢作美樹 町田恵 久志麻理奈 野崎恵                       |
| 8    | 5月17日 - 5月20日 | 富士サファリパークロケ （生態観察、撮影など） | 田中里奈 甲斐田聡美 大瀧彩乃 大田祐歌                   |
| 9    | 5月24日 - 5月27日 | 『多摩川の源流を目指せ!!』 （ボート漕ぎ、ストーンアート、 鍾乳洞探検、奥多摩料理） | 五十嵐恵 町田恵 松本江里子 加藤真由                     |
| 10   | 5月31日 - 6月3日  | 『鎌倉で日本の心（味、豆）を知れ!!』など （俳句、茶と和菓子、 わんこ納豆大会、鎌倉FM出演） | 矢作美樹 藤岡麻美 野崎恵                                |
| 11   | 6月7日 - 6月10日  | 山中湖ロケ （絶景を撮影、そば打ち、 自然を体感、ガラス細工） | 嶋野蘭 森知子 松本江里子                                |
| 12   | 6月14日 - 6月17日 | 『新宿で世界のダンスを修得せよ!!』 （南インド舞踊、フラメンコ、 サンバ、アフロブラジリアンダンス） | 田中里奈 久志麻理奈 佐々木絵美子                        |
| 13   | 6月21日 - 6月24日 | 『スケートボードにチャレンジせよ!!』 （バンク越え、スラロームタイムレース、 クオーターに挑戦、風船割り対決 など）                                                                                             | 甲斐田聡美 大瀧彩乃 大田祐歌                            |
| 14   | 6月28日 - 7月1日  | 『那須どうぶつ王国で犬の生態を調べよ!!』など （フリスビー、ワンワンビンゴ大会、 牧羊犬と移動ゲーム、警察犬とかくれんぼ など）                                                                                 | 五十嵐恵 町田恵 松本江里子                              |
| 15   | 7月5日 - 7月8日   | 東京製菓学校ロケ （くず桜餅、ガトーフリュイ、 アップルパイ作り） | 佐々木絵美子 加藤真由 大瀧彩乃                          |
| 16   | 7月12日 - 7月15日 | 『ホームページを作れ!』 （渋谷の店で取材 など） | 町田恵 松本江里子 加藤真由                              |
| 17   | 7月19日 - 7月22日 | 『素敵なワンピースを作れ!』（蒲田ロケ） （デザイン画 → 生地選び → 型紙作り、型入れ → 完成） | 上田愛美 小林裕美 大田祐歌                              |
| 18   | 7月26日 - 7月29日 | 『1st Liveを成功させよ!!』 （プー（熊切&嶋野&森）、野崎&松本&加藤ユニット、 ドタバタ（甲斐田&小林&大瀧&大田）、NEOちゃっきり娘、 リトルマーメイド（矢作&町田）、M@M、田中&五十嵐ユニット 各インタビューなど） | 全員                                                    |
| 19   | 8月2日 - 8月5日   | ヤマハリゾートつま恋ロケ （カート、パターゴルフ対決、 アーチェリー対決、罰ゲーム） | 森知子 松本江里子 加藤真由 甲斐田聡美 大瀧彩乃 大田祐歌 |
| 20   | 8月9日 - 8月12日  | ヤマハリゾートつま恋ロケ （サウナでガマン大会、パジャマトーク など） | 森知子 松本江里子 加藤真由 甲斐田聡美 大瀧彩乃 大田祐歌 |
| 21   | 8月16日 - 8月19日 | 『平塚でライフセービングを修得せよ!』 （湘南ひらつかビーチパークロケ スキムボード、ボディサーフィン、 救助訓練、人工呼吸）                                                                                    | 上田愛美 藤岡麻美 野崎恵                                |
| 22   | 8月23日 - 8月26日 | 『鹿留でキャンプのノウハウを修得せよ!!』 （ホリデイロッヂ鹿留（山梨県都留市）ロケ テント作り、釣り、魚つかみ取り、 アウトドアクッキング、花火 など）                                                          | 矢作美樹 新井利佳 佐々木絵美子                          |
| 23   | 8月30日 - 9月2日  | 『相模原でトライアスロンをリポートせよ!!』 （第13回スリーエフカップ 日米親善トライアスロン （在日米軍相模総合補給廠）に参加 お手伝い、インタビュー、表彰式 など。 チェキッ娘からは新井利佳がレースに出場）    | 熊切あさ美 森知子 小林裕美                              |
| 24   | 9月6日 - 9月9日   | 『筑波で鳥になれ!!』 （ハンググライダーに挑戦） | 藤岡麻美 小林裕美 大瀧彩乃                              |
| 25   | 9月13日 - 9月16日 | 『吉祥寺でネイルアートを学べ!!』 （ネイルアート修業） | 五十嵐恵 町田恵 嶋野蘭                                  |
| 26   | 9月20日 - 9月23日 | 『無人島でピクニックをせよ!!』 （猿島ロケ） | 矢作美樹 熊切あさ美 野崎恵                              |
| 27   | 9月27日 - 9月30日 | 『5年後の自分を語れ!!』 『チェキッ娘2ndライブの決意を宣言せよ!!』 （東京湾上のクルーズ客船で収録） | 全員                                                    |

## 放送中BGMで流れた曲
- BELIEVER ～旅立ちの歌～ （下川みくに） - 第2週～第6週
- 最初のキモチ （チェキッ娘） - 第7週～第12週
- 海へ行こう〜Love Beach Love〜 （チェキッ娘）  - 第13週～第17週
- ドタバタギャグの日曜日 （チェキッ娘） - 第19週～第21週
- いつか （上田愛美） - 第22週～第23週
- ありがとう （チェキッ娘） - 第24週～第27週